# 손태진 (태권도 선수)
손태진(孫泰珍, 1988년 5월 5일~)은  대한민국의 태권도 선수이다.

## 경력
2008년 8월 베이징에서 열린 2008년 하계 올림픽에 참가했다. 그는 해당 대회에 출전하는 태권도 선수들 중 최연소 선수이다. 남자 68kg급에 출전했는데 결승에서 2005년 세계 선수권 대회 우승자인 미국의 마크 로페스를 3라운드 종료 직전 오른발 돌려차기로 꺾고 금메달을 차지하였다. 더욱이 '한국 태권도의 천적'이며 미국 태권도에서 명성이 있는 로페스 가문의 일원을 무너뜨려 화제를 모았다. 이로써 대한민국에게 베이징 올림픽 10번째 금메달을 안겼다.

## 학력
- 경산중앙초등학교 졸업
- 경북체육중학교 졸업
- 경북체육고등학교 졸업
- 단국대학교 태권도학과 졸업
- 용인대학교 교육대학원 체육교육학 석사
- 동아대학교 대학원 태권도학과 박사 과정 수료

## 수상
- 2009년 제55회 대한체육회 우수상